# 香河事件
香河事件是1935年發生在中華民國河北省香河縣的一場民變，屬1935年華北事變一部分。在日本支持下，香河縣當地地主以抗稅為名與日本憲兵佔領香河縣城。其後日本不再支持民變者，民變結束。

## 經過
1935年8月13日，中華民國河北省香河縣政府宣佈從當年9月10日開始，對每畝地再增加稅收，遭到當地地主和農民強烈不滿。10月上旬，當地地主武宜亭和安厚齋在北平與日本特務機關天津站長大迫通貞會面。之後武宜亭和安厚齋與兩名日本浪人一同返回香河縣。10月18日，武宜亭與日本浪人在地主胡承武家召開國民自救會，決定20日組織群眾前往香河縣城呼籲縣長放棄征稅，並要求群眾自治。20日凌晨，武宜亭與2000名群眾在縣城門口聚集。香河縣政府將城門關閉，只允許3名群眾代表入城交涉。但眾人不服，兩名日本浪人與群眾撞開城門，闖入城內，警察見狀鳴槍示警，並將城門關閉。群眾隨後散去。次日，河北省和日本駐中華民國使館分別派遣小規模人員前往香河。下午，日本派出的20名憲兵與武宜亭等人佔領香河縣城，香河縣長逃亡。22日，武宜亭等成立香河縣自治會，並發表香河縣人民自救自決宣言。
10月23日，河北省派出代理縣長的省參議劉耀東前往香河交涉，結果遭到日方和武宜亭扣留。24日晚，河北省主席商震從北平前往天津與日本駐華官員會晤，但沒有任何結果。當日日本陸軍省召開會議，決定平息事態，放棄對武宜亭的支持。27日，武宜亭逃到天津日租界。28日，中華民國的武裝力量進駐香河。